# Clive Betts
Clive James Charles Betts, född 13 januari 1950 i Sheffield i West Riding of Yorkshire, är en brittisk politiker (Labour). Han var 1992–2010 ledamot av underhuset för Sheffield Attercliffe och är sedan 2010 ledamot för Sheffield South East.